# Zaprešić
Zaprešić je grad u sjeverozapadnom dijelu Hrvatske, a nalazi se u sklopu Zagrebačke županije. Ima oko 25 tisuća stanovnika. Treći je grad po broju stanovnika u Zagrebačkoj županiji.

## Ime
Prvi poznati spomen imena naselja nalazi se u popisu crkvene desetine za sučiju Brdovec iz 1408. godine. Pomađareni naziv Zaprezechye potječe od za+presijecati, što pak oslikava činjenicu da se tu presijecaju rijeke Krapina i Sava, da tu stara cesta via publica prelazi rijeku Krapinu i križa se s putem koji prema jugu i sjeveru prati rijeku. Drugi su povijesni nazivi Zaprezeche (1419), Zaoressege (1496), Zaprezethye, Zapresieche (1672). Iz glasovnih promjena u imenu zaključuje se da popularna teorija o porijeklu od riječi zaprega nema osnove.

## Gradska naselja
Zaprešić se sastoji od 9 gradskih naselja: Hruševec Kupljenski, Ivanec Bistranski, Jablanovec, Kupljenovo, Lužnica, Merenje, Pojatno, Šibice i Zaprešić.

## Zemljopis
Grad Zaprešić prostire se na 52,60 km2, gdje po popisu iz 2011. godine živi 25 223 stanovnika. 
Gustoće naseljenosti od 479,5 stanovnika po četvornom kilometru Zaprešić je najgušće naseljeno područje u županiji (prosječna gustoća naseljenosti u Zagrebačkoj županiji je 103,79 stanovnik po četvornom kilometru). 
Šire područje Zaprešića zauzima područje od 251,8 km2 a čini ga grad Zaprešić i sedam okolnih općina: Bistra, Brdovec, Dubravica, Jakovlje, Luka, Marija Gorica i Pušća.
Po popisu iz 2011. godine na tom području živi 54 640 stanovnika. Zaprešić geografski spada u Hrvatsko zagorje, a zaprešićki kraj smješten je u dolini triju rijeka (Sutla, Sava, Krapina), između Slovenije na zapadu i Krapinsko-zagorske županije na sjeveru, te Samobora na jugu i Zagreba na istoku. 
- Rijeke: Sutla na zapadu, Sava na jugu, Krapina na istoku

- Brdski dio: Medvednica na istoku, Marijagoričko-zagorsko pobrđe na sjeverozapadu

- Prirodni rezervati: Ornitološki rezervat Sava u gradu Zaprešiću i općini Brdovec, Čret Dubravica u općini Dubravica (stanište rosike, jedine pronađene biljke mesožderke u Hrvatskoj), Park prirode Medvednica na području grada Zaprešića, te općina Bistra i Jakovlje

## Stanovništvo
| broj stanovnika | 3120  | 3334  | 3634  | 4280  | 4660  | 5058  | 5404  | 5810  | 6284  | 6540  | 7484  | 9101  | 12773 | 20720 | 23125 | 25223 | 24133 |
|                 | 1857. | 1869. | 1880. | 1890. | 1900. | 1910. | 1921. | 1931. | 1948. | 1953. | 1961. | 1971. | 1981. | 1991. | 2001. | 2011. | 2021. |

| broj stanovnika | 791   | 790   | 988   | 1241  | 1394  | 1490  | 1803  | 1889  | 2294  | 2537  | 3311  | 4992  | 8201  | 15678 | 17538 | 19644 | 18768 |
|                 | 1857. | 1869. | 1880. | 1890. | 1900. | 1910. | 1921. | 1931. | 1948. | 1953. | 1961. | 1971. | 1981. | 1991. | 2001. | 2011. | 2021. |

## Uprava
Upravu čine gradonačelnik Željko Turk i Gradsko vijeće od 21 člana.

## Povijest
Konstituirajućom sjednicom Gradskog vijeća grada Zaprešića 30. studenog 1995. godine formiran je grad Zaprešić.
U sastav grada Zaprešića ušla su naselja: Zaprešić, Ivanec, Jablanovec, Hruševec Kupljenski, Kupljenovo, Pojatno i Šibice.
Dan grada Zaprešića obilježava se 16. listopada, na dan kada je rođen ban Josip Jelačić po kojemu ime nose Jelačićevi Novi dvori.
O pretpovijesti zaprešičkog kraja svjedoče kamene sjekire iz neolitika nađene u Brdovcu, bakrene sjekire iz eneolitika nađene u Mariji Gorici, tragovi nalazišta željeznog doba na Sv. Križu.
Antički ostaci pronađeni su u Drenju (danas općina Brdovec). U doba Starog Rima tuda je prolazila prometnica Emona (Ljubljana) – Neviodunum – (Drnovo kraj Krškog, do kojeg je tada i Sava bila plovna) – Siscia (Sisak). U Drenju je bio prijelaz preko Save preko kojeg se lokalna cesta uz Sutlu spajala s državnom cestom Emona – Siscia.
Krajem 11. stoljeća (oko 1094.godine) Ača, pouzdanik kralja Ladislava, od kralja je dobio područja s istočne i zapadne strane Medvednice. Na njezinim zapadnim rubovima počinjao je posjed koji se pružao uz Savu do Sutle, od kojeg se razvilo susedgradsko-stubičko vlastelinstvo, drugo najveće svjetovno vlastelinstvo u Zagrebačkoj županiji.
Tijekom 15. – 16. stoljeća doseljavaju se izbjeglice pred Osmanlijama. Neki od njih bježali su iz Pounja i Like, a potomci su im do sada sačuvali ikavicu (Drenje Brdovečko) koja se i danas govori, te kao posebna vrsta kajkavštine izučava u osnovnoj školi Ivan Perkovac u Šenkovcu. Ministarstvo kulture Republike Hrvatske 2008. je godine kajkavski donjosutlanski ikavski dijalekt uvrstilo na popis zaštićenih nematerijalnih kulturnih dobara Republike Hrvatske.
Kmetovi su godine 1573. podigli Seljačku bunu, a jedan od njezinih vođa bio je Ilija Gregorić, iz Marije Gorice.
Krajem 16. stoljeća posjedi se drobe u niz malih vlastelinstava, te u 17. i 18. stoljeću tu živi niz sitnih plemića. Podsjetnik na njih brojne su jednostavne kurije, podignute na desecima malih posjeda, a neke su sačuvane i do danas. 
Zaprešić je nastao na sjecištu regionalnih i međunarodnih prometnih pravaca. Kroz Zaprešić je prošla i trasa prve željezničke pruge u Hrvatskoj. Po nekim teorijama, od konjskih zaprega kojima su putovali trgovci u Zagreb dolazi i ime Zaprešić. Prvi pisani spomen Zaprešića vezuje se uz župnu crkvu Sv. Petra koja je podignuta 1334. godine.   
U Zaprešiću je 1920. osnovana Industrija mesnih proizvoda d.d., uz Sljeme i petrinjski Gavrilović, najstarija mesna industrija u Hrvatskoj.

## Gospodarstvo
Industrija keramike: INKER, Zaprešić 
Kemijska industrija: Karbon, Zaprešić
Kovinska industrija: Lanac, Zaprešić
Industrija namještaja: Kenda d.o.o., Zaprešić
Proizvodnja skretnica za željeznicu: Hrvatske željeznice, Zaprešić
Proizvodnja tehničkog plina: Meser plin, Šibice, Grad Zaprešić
Građevinska industrija: Tvornica kamene građe Viadukt i Rofix – Pojatno, Grad Zaprešić
Kamenolom: Viadukt, Ivanec, Grad Zaprešić; Jelenje vode, Kraljev Vrh, općina Jakovlje
Iskopavanje šljunka: Hidroelektra, jezero Zajarki, Zaprešić
Prehrambena industrija: pekara Dubravica
Farmaceutska industrija: Pliva Savski Marof, općina Brdovec

## Poznate osobe
- Baltazar Adam Krčelić (1715. – 1778.) doktor filozofije i teologije, pravnik, rektor hrvatskog kolegija u Beču, kroničar, povjesničar i književnik
- Pavao Štoos  (1806. – 1862.) preporoditelj, pjesnik
- Ante Kovačić  (1854. – 1889.) književnik, pjesnik
- Ivan Perkovac (1826. – 1871.) književnik, novinar, tajnik Matice hrvatske
- Davor Gobac (1964.) frontman rock-grupe Psihomodo pop
- Matija Skurjeni (1898. – 1990.) slikar
- ban Josip Jelačić (1801. – 1859.) hrvatski ban od 1848. godine
- Levin Rauch (1819. – 1890.), hrvatski ban
- Mira Vlahović, operna pjevačica
- Hrvoje Banaj, bariton i kontratenor, kantor Župe sv. Petra Apostola
- Davor Vuković (1951.) slikar
- Vladimir Novak (1870. – 1943.) prvi učitelj gimnastike, autor prve fiziologije športa "Kratka uputa u Physiologiju gimnastike" (1894.g.) i utemeljitelj hrvatske znanosti o športu
- Obrad Kosovac – novinar i urednik Tv kalendara
- Tomislav Špiček – kuhar i televizijski voditelj
- Marko Samardžija (1947. – 2019.) – hrvatski jezikoslovac i akademik

## Spomenici i znamenitosti
Čak je šest sačuvanih dvoraca na širem zaprešićkom području. Nastajali su tijekom 18. i 19. stoljeća te pripadaju među najljepše primjerke u sjeverozapadnoj Hrvatskoj. Dva su najviše, nulte kategorije: barokni dvorac Oršić u Gornjoj Bistri (općina Bistra) i Januševec (općina Brdovec) – prema nekim[kojim?] autorima najljepši spomenik klasicističke arhitekture u Hrvatskoj. Prve je kategorije barokni dvorac Lužnica u Šibicama (grad Zaprešić), a druge su kategorije Laduč (općina Brdovec) i Novi dvori u Zaprešiću. 
Osim dvoraca znamenite su i stare kurije, crkvice te stare zagorske hiže u okolici (tradicionalne kuće u općini Dubravica s fasadama obojenim u plavo). Na području općine Brdovec značajna su i nalazišta iz prethistorije i antike. 

### Novi dvori
Novi dvori jedinstveni su primjer očuvanosti cjelovitog gospodarskog vlastelinskog kompleksa. Na površini od 20,5 hektara nalazi se dvorac, kapela sv. Josipa, grobnica obitelji Jelačić, perivoj, voćnjak, stambene i gospodarske zgrade, povrtnjak, obradivo zemljište i park-šuma. Okrugla "vršilnica" je jedini,  takav objekt u Hrvatskoj, potječe iz 17. stoljeća. Spomenik je nulte kategorije. 
Godina 1611. smatra se vremenom utemeljenja Novih Dvora (Curia Nova) od grofova Zrinskih, a kasnije su u vlasništvu Čikulina, Sermagea, Festetića i Erdodya da bi 23. lipnja 1851. ban Josip Jelačić potpisao kupoprodajni ugovor i za 175 000 forinti kupio Nove Dvore od grofa Aleksandra Erdodyja i temeljito ih preuredio. Novi Dvori su od 1863. godine u vlasništvu banovog brata Đure Jelačića, a nakon smrti kćeri Đure Jelačića grofice Anke Jelačić 1934. godine Novi Dvori su ostali pod upravom Matice hrvatske. Tijekom NDH od 1941. do 1945. godine dvorac je bio rezidencija poglavnika Ante Pavelića. Od 1945. do 1956. godine u dvorcu je ustrojena poljoprivredno-domaćinska škola, a poslije ekonomsko poljoprivredna škola i đački dom, ali je od 1970. godine prestala i ta aktivnost. 
Danas se u okruženju dvorca nalaze gospodarske zgrade, kuružnjak, vršilnica, muzej Matija Skurjeni, depadansa dvorca tzv. Richterova zgrada, kapelica sv. Josipa, vrtlareva kuća-"staklenjak", obiteljska grobnica Jelačičevih, a od 2004. godine i golf vježbalište i sjedište golf kluba "Ban Jelačić".

### Dvorac Lužnica
Prvotno imanje dvorca Lužnica pripadalo je obitelji Čikulin, a u 18. stoljeću polovica imanja pripada obitelji Moscon, a druga polovica obitelji Čikulin. Kasnije Mosconi otkupljuju dio od Čikulina i vlasnica postaje Maksimilijana Moscon udana Hyacinthy. Nakon njezine smrti imanje ostaje zagrebačkom Kaptolu. Kasnije imanje preuzima Pavao Rauch koji je temeljito preuredio imanje i možda sagradio dvorac 1791. godine. Od 1925. godine dvorac je u posjedu sestara milosrdnica reda sv. Vinka Paulskog, a danas je u njemu i duhovni centar. Dvorac je jednokatan u obliku slova "U", a na uglovima ima četiri cilindrične kule. U zapadnom krilu nalazi se dvorska kapela s baroknim oltarom. Dvorac je okružen parkom u kojemu se nalazi jezerce.
- Crkva sv. Petra, zaštićeno kulturno dobro
- Tradicijska kuća, zaštićeno kulturno dobro

## Obrazovanje
- Dječji vrtić "Maslačak"
- Dječji vrtić "Vrtuljak"
- Osnovna škola "Antuna Augustinčića" škola je izgrađena 1954. godine i imala je naziv "Narodna osmogodišnja škola Zaprešić", a 1984. godine je otkriveno poprsje kipara A. Augustinčića (rad kipara Ivana Sabolića). Dogradnja i adaptacija škole završena je 1990. godine s ukupnom površinom 3 547 m2.
- Osnovna škola "Ljudevita Gaja", bivša Osnovna škola "Sjever"
- Osnovna škola "Kupljenovo-Luka"
- Osnovna škola "Bistra"
- Osnovna škola "Ivan Perkovac" u Šenkovcu
- Srednjoškolski centar "Ban Josip Jelačić"
- Veleučilište s pravom javnosti "Baltazar"
- Osnovna glazbena škola – područna škola glazbene škole Zlatko Baloković iz Zagreba

## Kultura
- Muzej "Matija Skurjeni" u Novim Dvorima u adaptiranoj zgradi spremišta plodina 1987. godine otvorena je Galerija Matije Skurjenija, a 2000. godine Ministarstvo kulture odobrilo je prerastanje Galerije u Muzej Matija Skurjeni.
- Galerija "Razvid"
- Knjižnica "Ante Kovačić"
- Pučko otvoreno učilište Zaprešić
- Udruga likovnih stvaralaca
- Foto kino video klub Zaprešić
- Ogranak Matice hrvatske Zaprešić
- Umjetnička udruga Plemićka mladež
- Klub Zaprešićana "Zapreščan"
- Zaprešićke mažoretkinje "Jelačićke"
- KUD "Ban Josip Jelačić" Zaprešić
- KUD "Kupljenovo"
- Folklorni ansambl Jelačićevi Dvori Zaprešić
- KUD "Hruševec Kupljenski"
- Tamburaški zbor "Gaj"
- Tamburaški sastav "Savski Valovi"
- Puhački orkestar Zaprešić
- Kuburaško društvo "Ban Josip Jelačić"
- Glazbeni sastav Zaprešić Boys

## Ostale udruge
- Dobrovoljno vatrogasno društvo Zaprešić
- Udruga članova lokalne mreže
- Humanitarna udruga Remar Croatia - Terapijska zajednica, centar za rehabilitaciju i resocijalizaciju osoba s margine društva

## Sport
Američki nogomet:
- Zaprešić Saints

Atletika:
- AK Zaprešić
- Atletska utrka za grb grada Zaprešića održava se od 2018.

Biciklizam:
- BK Bumbar

Borilački sportovi:
- Taekwondo klub Likos
- Taekwondo klub Zaprešić
- Muay Thai klub Taksin
- Croatia Poomsae Open (od 2013.), najjači hrvatski turnir u tehnici,[9] uglavnom se održava u Zaprešiću.

Golf:
- Golf klub Ban Jelačić

Konjički sportovi:
- Konjički klub "Trajbar team"

Košarka: 
- KK Jabuka
- KK Fortuna

Kuglanje i boćanje:
- Ženski kuglački klub Graditelj-Zaprešić
- KK Zaprešić
- KK Ban Josip Jelačić
- KK Inker
- Boćarski klub Šibice
- Boćarski klub Zaprešić

Letački sport:
- Letačko društvo Zaprešić

Lov i ribolov:
- Športsko-ribolovno društvo Šaran
- Lovačko društvo Zaprešić
- LD Kuna Jablanovec

Motociklizam:
- Motociklistički klub Zaprešić

Nogomet:
- NK Inter Zaprešić (do 2022.)
- NK Inker Zaprešić (novi klub)
- NK Zaprešić
- NK Croatia-Pojatno
- Malonogometni klub Ban Jelačić
- Malonogometni klub Harley Boys

Odbojka: 
- OK Nebo – ženski klub

Pikado:
- Pikado klub Zaprešić

Rukomet:
- MRK Zaprešić
- ŽRK Zaprešić

Streljaštvo:
- Streljački klub "Dinamo" Jablanovec

Šah:
- ŠK Zaprešić
- ŠK Ban Jelačić

Tenis i stolni tenis:
- Tenis klub Lamaki
- Tenis centar Zaprešić
- Stolno-teniski klub Inker-Zaprešić

Triatlon:
- Triatlon klub Sjever II

## Vanjske poveznice
- Službene stranice
- Stranice Turističke zajednice  Arhivirana inačica izvorne stranice od 23. siječnja 2008. (Wayback Machine)